# Стивенс, К. Т.
К. Т. Сти́венс (англ. K. T. Stevens), имя при рождении Гло́рия Вуд (англ.  Gloria Wood; 20 июля 1919, Голливуд, Калифорния — 13 июня 1994, Брентвуд, Калифорния) — американская актриса театра, кино и телевидения, более всего известная по фильмам 1940-х — 1950-х годов.
Среди наиболее значимых работ Стивенс в кино — фильмы «Китти Фойл» (1940), «Дама великого человека» (1942), «Адрес неизвестен» (1944), «Порт Нью-Йорка» (1949), «Гарриет Крейг» (1950), «Полиция нравов» (1953), «Перекати-поле» (1953), «Ракета на Луну» (1958) и «Боб и Кэрол, Тед и Элис» (1969).

## Ранние годы и начало карьеры
К. Т. Стивенс, имя при рождении Глория Вуд, родилась 20 июля 1919 года в Малибу в семье известного кинорежиссёра Сэма Вуда. Её старшая сестра Джин Вуд также стала актрисой.
В двухлетнем возрасте Стивенс дебютировала в кино в классическом немом фильме своего отца «Плохой мальчик Пека» (1921). В титрах она была указана как Бэби Глория Вуд. С ранних лет она начала играть в театральных постановках, сменив имя на Кэтрин Стивенс (в честь любимой актрисы Кэтрин Хепбёрн). Стивенс набиралась актёрского мастерства в летних театрах, а также добилась первого успеха на радио в мыльной опере «Семья мистера Пеппера», за которой последовали ещё четыре успешных радиосериала.
Стивенс получила образование в Университете Южной Каролины.

## Театральная карьера
В 1938 году Стивенс гастролировала с двумя спектаклями — «Ты не можешь забрать это с собой» и «Моя сестра Эйлин», а в 1939 году дебютировала в Нью-Йорке в эпизодической роли без слов в спектакле «Летний свет», который поставил Ли Страсберг. На Бродвее в 1941 году Стивенс дебютировала в спектакле «Земля яркая» (1941—1942), сыграв после этого в бродвейских спектаклях «Девять девушек» (1943) и «Лора» (1947).

## Карьера в кинематографе
Во взрослом возрасте Стивенс (под именем Кэтрин Стивенс) дебютировала в кино в мелодраме своего отца «Китти Фойл» (1940) с Джинджер Роджерс в главной роли. Фильм имел большой коммерческий успех и кроме того принёс «Оскар» Роджерс за лучшую главную женскую роль, а также ещё четыре номинации на «Оскар», в том числе как лучший фильм, лучшему режиссёру (Вуд) и лучшему сценаристу. Во второй и последний раз появившись в титрах как Кэтрин Стивенс, она сыграла в исторической мелодраме «Дама великого человека» (1942) значимую роль молодой журналистки, которой героиня фильма (Барбара Стэнвик) рассказывает историю своих сложных многолетних взаимоотношений с бизнесменом и политиком, Этаном Хойтом (Джоэл Маккри), который основал город Хойт-Сити. Так как её имя часто сокращали до Кэти, в конце концов, актриса отказалась от имени Кэтрин и стала работать под именем с инициалами К. Т. Стивенс. В 1944 году в антинацистской драме «Адрес неизвестен» (1944) Стивенс сыграла крупную роль актрисы еврейского происхождения, которая гибнет в Берлине от рук нацистов.

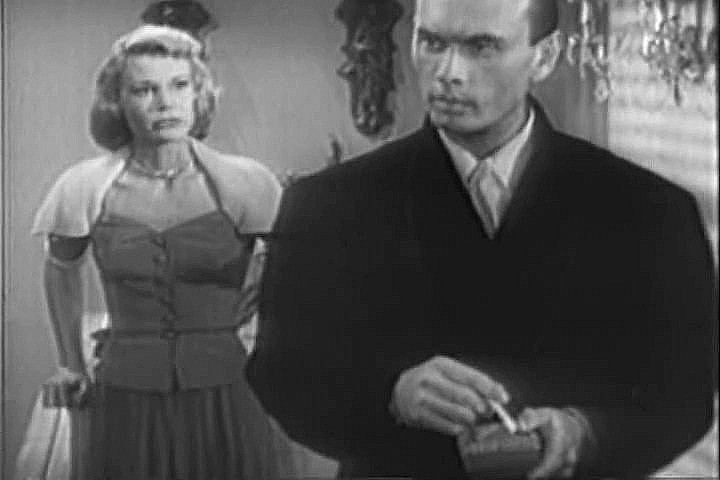
К. Т. Стивенс и Юл Бриннер в фильме «Порт Нью-Йорка» (1949)

После этой картины Стивенс сделала пятилетний перерыв в съёмках, появившись в очередной раз на экране лишь в 1949 году в фильме нуар «Порт Нью-Йорка» (1949), где сыграла роль Тони Корделл, «привлекательной контрабандистки», которая перевозит наркотики по указанию своего парня, главаря банды наркоторговцев Пола Вуколы (Юл Бриннер). Когда она становится свидетельницей убийства, Тони «хочет уйти из преступного бизнеса» и даже связывается с властями, за что Пол хладнокровно убивает её.

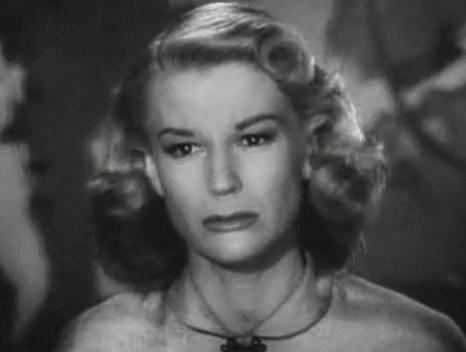
К. Т. Стивенс в фильме «Гарриет Крейг» (1950)

В мелодраме 1950 года «Гарриет Крейг» Стивенс сыграла Клэр, молодую бедную племянницу Гарриет, хозяйки богатого буржуазного дома (Джоан Кроуфорд), которая своим стремлением любыми средствами поставить всё под свой контроль разрушает собственную семью, а также и отношения Клэр с её возлюбленным, после чего молодая девушка предпочитает уйти из дома и жить самостоятельно. В 1953 году Стивенс исполнила роли второго плана вестерне с Оди Мёрфи «Перекати-поле» (1953), а также в фильме нуар «Полиция нравов» (1953), где капитан полиции нравов (Эдвард Г. Робинсон) с помощью руководительницы бюро эскорт-услуг (Полетт Годдар) ведёт розыск убийцы патрульного полицейского, попутно раскрывая готовящееся ограбление банка. В этой картине Стивенс предстала в роли всегда готовой прийти на помощь секретарши полицейского управления. До конца 1950-х годов Стивенс сыграла в двух откровенно слабых картинах — приключенческом триллере «Ад джунглей» (1956) и научно-фантастическом фильме «Ракета на Луну» (1958), в котором она сыграла правительницу подземного царства на Луне. Киновед Гленн Эриксон написал о фильме, что в нём «трудно найти какие-либо кинематографическое достоинства, однако он по-настоящему забавен».
На протяжении 1960-х — 1990-х годов Стивенс сыграла всего в пяти фильмах, среди них романтическая комедия с Натали Вуд «Боб и Кэрол, Тед и Элис» (1969), психологическая драма с Майклом Дугласом «Адам в шесть часов утра» (1970), криминальный триллер «Питомцы» (1973), криминальный хоррор-триллер «Они играют с огнём» (1984), а также романтическая комедия с Рэем Лиоттой и Вупи Голдберг «Коринна, Коринна» (1994), которая стала её последней работой в кино.

## Карьера на телевидении
С 1951 года Стивенс начала работать на телевидении, сыграв до 1989 года более чем в 50 различных сериалах. Как говорила сама актриса, ей нравилось «принимать вызов нового сценария каждый день и безопасность фиксированного дохода».
Стивенс играла постоянные роли во многих мыльных операх. В частности, она была Пегги Мерсер в мыльной опере «Главный госпиталь» (1963—1965), Эстель Кимболл — в «Райском заливе» (1965—1966), Хелен Мартин — в «Дни нашей жизни» (1966—1969) и Ванессой Прентисс на протяжении пяти лет в сериале «Молодые и беспокойные» (1976—1980).
Кроме того, Стивенс была гостевой звездой во множестве популярных сериалов, среди них «Я люблю Люси» (1952), «Приключения Эллери Куина» (1952), «Телевизионный театр „Форда“» (1953), «Студия 57» (1955), «Альфред Хичкок представляет» (1956), «Миллионер» (1956), «Караван повозок» (1957), «Майк Хаммер» (1959), «Опознание» (1959) и «Перри Мейсон» (1959—1965). В 1960-е годы она играла в сериалах «Отряд по борьбе с мошенничествами» (1960), «Сыромятная плеть» (1960), «Бунтарь» (1960), «Человек с ружьём» (1960—1963, 5 эпизодов), «Театр Зейна Грэя» (1961), «Братья Браннаган» (1961), «Гавайский детектив» (1961), «Час Альфреда Хичкока» (1962), «Большая долина» (1966—1967, 2 эпизода). Позднее Стивенс играла в сериалах «Мэнникс» (1971), «Адам 12» (1975), «Спецназ города ангелов» (1975), «Маленький дом в прериях» (1976), «Молодые и дерзкие» (1976—1980), «Бак Роджерс в 25-м веке» (1979) и «Тихая пристань» (1989).

## Актёрское амплуа и оценка карьеры
Как написал историк кино Гэри Брамбург, Стивенс «обладала красотой и открытым лицом и казалась идеальной актрисой для фильмов нуар». Она начала актёрскую карьеру с ролей инженю на сцене, а позднее «сыграла главные роли и роли второго плана во многих фильмах 1940—1950-х годов. Со временем она стала характерной актрисой».
По свидетельству «Нью-Йорк Таймс», в 1940—1950-е годы Стивенс играла важные роли в таких фильмах, как «Адрес неизвестен» (1944), «Порт Нью-Йорка» (1949), «Гарриет Крейг» (1950) и «Полиция нравов» (1953), а позднее сыграла в фильмах «Боб и Кэрол, и Тэд, и Элис» (1969) и «Питомцы» (1974).

## Общественная деятельность
На протяжении многих лет Стивенс вела активную общественную деятельность в рамках Американской федерации актёров телевидения и радио (AFTRA). В 1986—1989 годах она была президентом местной организации AFTRA в Лос-Анджелесе, а с 1978 года вплоть до своей смерти входила в советы федерации на местном и национальном уровне.

## Личная жизнь
Во время работы в бродвейском спектакле «Земля ярка» (1941) Стивенс познакомилась с актёром Хью Марлоу. Вскоре после этого они вместе играли в Чикаго в спектакле «Голос черепахи», а в 1946 году поженились. Стивенс и Марлоу сыграли вместе более чем в 20 различных шоу, включая бродвейскую постановку по знаменитому фильму «Лора» (1944), где она играла главную роль таинственной дамы, а он играл одержимого детектива.
У Стивенс и Марлоу родилось двое сыновей — Джеффри (1948) и Кристиан (1951). В 1984 году сын Крис Марлоу был капитаном сборной США по волейболу, которая завоевала олимпийские золотые медали, а позднее стал спортивным комментатором.
Брак Стивенса и Марлоу закончился разводом в 1967 году.

## Смерть
К. Т. Стивенс умерла 13 июня 1994 года в своём доме в Лос-Анджелесе в возрасте 74 лет от рака.

## Фильмография
| Год        |   | Русское название                  | Оригинальное название             | Роль                                                      |
| ---------- | - | --------------------------------- | --------------------------------- | --------------------------------------------------------- |
| 1921       | ф | Плохой мальчик Пека               | Peck's Bad Boy                    | возлюбленная Генри (в титрах указана как Бэби Глория Вуд) |
| 1921       | ф | Не говори ничего                  | Don't Tell Everything             | племянница Каллена (в титрах указана как Бэби Глория Вуд) |
| 1940       | ф | Китти Фойл                        | Kitty Foyle                       | Молли (в титрах указана как Кэтрин Стивенс)               |
| 1942       | ф | Дама великого человека            | The Great Man's Lady              | девушка-биограф (в титрах указана как Кэтрин Стивенс)     |
| 1944       | ф | Адрес неизвестен                  | Address Unknown                   | Гризелль Эйзенштейн, она же Гризелль Стоун                |
| 1949       | ф | Порт Нью-Йорка                    | Port of New York                  | Тони Карделл                                              |
| 1950       | ф | Харриет Крейг                     | Harriet Craig                     | Уиткомб                                                   |
| 1951       | с | Отбой                             | Lights Out                        | Мэгги (1 эпизод)                                          |
| 1952       | с | Я люблю Люси                      | I Love Lucy                       | миссис О’Брайен (1 эпизод)                                |
| 1952       | с | Приключения Эллери Куина          | The Adventures of Ellery Queen    | Энн Симпсон (1 эпизод)                                    |
| 1953       | ф | Полиция нравов                    | Vice Squad                        | Гинни                                                     |
| 1953       | ф | Перекати-поле                     | Tumbleweed                        | Лоуелла Бакли                                             |
| 1953       | с | Телевизионный театр «Форд»        | The Ford Television Theatre       | Джозефин Уиткомб (1 эпизод)                               |
| 1954—1957  | с | Театр звёзд «Шлитц»               | Schlitz Playhouse of Stars        | разные роли (2 эпизода)                                   |
| 1955       | с | Студия 57                         | Studio 57                         | Эмили Уикокс (1 эпизод)                                   |
| 1955       | с | Солдаты удачи                     | Soldiers of Fortune               | Флора Уинтерс (1 эпизод)                                  |
| 1956       | ф | Ад джунглей                       | Jungle Hell                       | доктор Памела Эймс                                        |
| 1956       | с | Утренний театр                    | Matinee Theatre                   | (2 эпизода)                                               |
| 1956       | с | Альфред Хичкок представляет       | Alfred Hitchcock Presents         | Лиза (1 эпизод)                                           |
| 1956       | с | Театр Этель Бэрримор              | Ethel Barrymore Theater           | (1 эпизод)                                                |
| 1956       | с | Полицейский штата                 | State Trooper                     | Энн Бледсоу (1 эпизод)                                    |
| 1956       | с | Миллионер                         | The Millionaire                   | Эдна Денсон (1 эпизод)                                    |
| 1957       | с | Перекрёстки                       | Crossroads                        | миссис Уоткинсон (1 эпизод)                               |
| 1957       | с | Видео-театр «Люкс»                | Lux Video Theatre                 | Мэрион (1 эпизод)                                         |
| 1957       | с | Караван повозок                   | Wagon Train                       | Вайолет Томас (1 эпизод)                                  |
| 1957—1961  | с | Настоящие Маккой                  | The Real McCoys                   | разные роли (2 эпизода)                                   |
| 1958       | ф | Ракета на Луну                    | Missile to the Moon               | Лидо                                                      |
| 1959       | с | Майк Хаммер                       | Mike Hammer                       | Дорис Гилл (1 эпизод)                                     |
| 1959       | с | Опознание                         | The Lineup                        | Элли (1 эпизод)                                           |
| 1959—1965  | с | Перри Мейсон                      | Perry Mason                       | разные роли (3 эпизода)                                   |
| 1960       | с | Отряд по борьбе с мошенничествами | M Squad                           | миссис Блокер (1 эпизод)                                  |
| 1960       | с | Шаг за грань                      | One Step Beyond                   | Бернис Кларк (1 эпизод)                                   |
| 1960       | с | Сыромятная плеть                  | Rawhide                           | Марта Брэдли (1 эпизод)                                   |
| 1960       | с | Бунтарь                           | The Rebel                         | миссис Дансен (1 эпизод)                                  |
| 1960       | с | Охота на человека                 | Manhunt                           | миссис Клайд Бэкстер (1 эпизод)                           |
| 1960— 1963 | с | Человек с ружьём                  | The Rifleman                      | разны роли (5 эпизодов)                                   |
| 1961       | с | Театр Зейна Грэя                  | Zane Grey Theater                 | Ада Килгрен (1 эпизод)                                    |
| 1961       | с | Шоу «Дюпон» с Джун Эллисон        | The DuPont Show with June Allyson | Лоррейн Миллер (1 эпизод)                                 |
| 1961       | с | Братья Браннаган                  | The Brothers Brannagan            | (1 эпизод)                                                |
| 1961       | с | Гавайский детектив                | Hawaiian Eye                      | Клэр Харрингтон Клиффорд (1 эпизод)                       |
| 1961—1962  | с | Триллер                           | Thriller                          | разные роли (2 эпизода)                                   |
| 1962       | с | Час Альфреда Хичкока              | The Alfred Hitchcock Hour         | Эллис (1 эпизод)                                          |
| 1963       | с | Семья Фишеров                     | The Fisher Family                 | Джулия Чедвик (1 эпизод)                                  |
| 1963       | с | Идти свои путём                   | Going My Way                      | Эстель Беннетт (1 эпизод)                                 |
| 1963       | с | Главный госпиталь                 | General Hospital                  | Пегги Мерсер (2 эпизода)                                  |
| 1963       | с | Третий человек                    | The Third Man                     | Кэрри Поттер (1 эпизод)                                   |
| 1964       | с | Мистер Новак                      | Mr. Novak                         | Холли Брэдвелл (1 эпизод)                                 |
| 1965       | с | Шоу Патти Дьюк                    | The Patty Duke Show               | медсестра Бейтс (1 эпизод)                                |
| 1965       | с | Райский залив                     | Paradise Bay                      | Эстел Кимболл (1 эпизод)                                  |
| 1966       | с | Бежать ради жизни                 | Run for Your Life                 | миссис Филлипс (1 эпизод)                                 |
| 1966       | с | Железный конь                     | Iron Horse                        | Кейт (1 эпизод)                                           |
| 1966—1967  | с | Большая долина                    | The Big Valley                    | разные роли (2 эпизода)                                   |
| 1967       | с | Дни нашей жизни                   | Days of Our Lives                 | Хелен Мартин (1 эпизод)                                   |
| 1969       | ф | Боб и Кэрол и Тед и Элис          | Bob & Carol & Ted & Alice         | Филлис                                                    |
| 1970       | ф | Адам в шесть часов утра           | Adam at Six A.M.                  | (в титрах не указана)                                     |
| 1971       | с | Мэнникс                           | Mannix                            | сестра Анджелика (1 эпизод)                               |
| 1973       | ф | Питомцы                           | Pets                              | миссис Добрей                                             |
| 1975       | с | Адам 12                           | Adam-12                           | миссис Этель Смит (1 эпизод)                              |
| 1975       | с | Спецназ города ангелов            | S.W.A.T.                          | миссис Прескотт (1 эпизод)                                |
| 1976       | с | Маленький дом в прериях           | Little House on the Prairie       | миссис Каллерс (1 эпизод)                                 |
| 1976       | с | Бронк                             | Bronk                             | Ханна (1 эпизод)                                          |
| 1976       | с | Доктор Маркус Уэлби               | Marcus Welby, M.D.                | миссис Палмер (1 эпизод)                                  |
| 1976— 1980 | с | Молодые и дерзкие                 | Young and Restless                | Ванесса Прентисс (постоянная роль)                        |
| 1979       | с | Бак Роджерс в 25-м веке           | Buck Rogers in the 25th Century   | лейтенант Гарриет Твейн (1 эпизод)                        |
| 1984       | ф | Они играют с огнём                | They're Playing with Fire         | Лиллиан Стивенс                                           |
| 1989       | с | Тихая пристань                    | Knots Landing                     | женщина (1 эпизод)                                        |
| 1994       | ф | Коррина, Коррина                  | Corrina, Corrina                  | миссис Морган                                             |

### на английском языке
- Collins, Bill and Collins, William J. (1987). Bill Collins Presents the Golden Years of Hollywood. South Melbourne: Sun Books/ MacMillan, 248 pages, ill. ISBN 978-0-3334-5069-7
- Kashner, Sam; Macnair, Jennifer (2003). The bad & the beautiful: Hollywood in the fifties. W. W. Norton & Company, 382 pages. ISBN 978-0-3933-2436-5
- Monush, Barry (2003). The Encyclopedia of Hollywood Film Actors: From the Silent Era to 1965, Volume 1. Applause Theatre & Cinema Books, 832 pages. ISBN 978-1-5578-3551-2
- Ragan, David (1976). Who’s Who in Hollywood, 1900—1976. New Rochelle, New York: Arlington House, 864 pages. ISBN 978-0-8700-0349-3